# Patu shiluensis
Patu shiluensis is een spinnensoort uit de familie Symphytognathidae. De soort komt voor in China.